# Razdoblje Jōmon
U japanskoj povijesti razdobljem Jōmon (japanski: 縄文時代, romanizirano: Jōmon jidai) smatra se period oko 14 000. pr. Kr. – 300. god. pr. Kr. kada je Japan činila zajednica lovaca sakupljača i zemljoradnika u jedinstvenoj sjedilačkoj i osobito kompleksnoj jōmonskoj kulturi. Naziv je japanski prijevod prvobitnog naziva cord-marked („otisnuto užetom”), koji je prvi upotrijebio američki zoolog i orijentalist Edward Sylvester Morse nakon otkrića krhotina lončarije 1877. godine. Posude ranijeg razdoblja Jōmon bile su karakteristične po utiskivanju užeta u vlažnu glinu i smatra se da su među najstarijim primjercima lončarije u svijetu.
Pronađeno je mnoštvo alatki i nakita toga razdoblja, načinjenih od kosti, kamena, školjki i rogova životinja, kao i keramičkih figurica te keramičkih i lakiranih posuda. Često ga se uspoređuje i s pretkolumbovskim kulturama sjeverozapadne obale Sjeverne Amerike, a osobito s valdivijskom kulturom Ekvadora zbog slične kompleksnosti kulture primarno lovaca-sakupljača s ograničenom uporabom hortikulture.

## Kronološki pregled
Razdoblje od 14 000 godina tijekom kojeg je jōmonska kultura postojala prema konvenciji se dijeli na nekoliko postupno kratkotrajnijih faza:
- začetak (13 750. – 8500. pr. Kr.),
- početna faza (8500. – 5000. pr. Kr.),
- rana faza (5000. – 3520. pr. Kr.),
- srednja faza (3520. – 2470. pr. Kr.),
- kasna faza (2470. – 1250. pr. Kr.)
- završna faza (1250. – 500. pr. Kr.).

Unatoč tome što su uvrštene u isto razdoblje, postoje znatne razlike u kulturama faza zbog vremenskog raspona razdoblja i regionalne raznolikosti. Datiranje faza izvelo se primarno keramičkom tipologijom, dok je radiougljično datiranje igralo manju ulogu u drugoj polovici 20. stoljeća.
Najnovija istraživanja pomaknula su, međutim, kraj završne faze u 300. god. pr. Kr. Razdoblje Yayoi započelo je tek između 500. i 300. god. pr. Kr. prema radiougljičnim analizama, dok je najranija lončarija u yayojskom stilu, pronađena na nalazištu jōmonske kulture u sjevernom Kyūshūu, datirana u 800. god. pr. Kr.

## Lončarija
Najstarije posude u Japanu napravljene su prije ili za vrijeme začetka jōmonske kulture. Manje krhotine, datirane u 14 500. god. pr. Kr., pronađene su na nalazištu Odai Yamamoto I 1998. godine. Otprilike jednako stara lončarija kasnije se pronašla na drugim nalazištima, poput onog u Kamikuroiwi i spilji Fukui.
Arheologinja Junko Habu tvrdi da »je većina japanskih znalaca smatralo, a smatraju i dalje, da je proizvodnja lončarije isprva osmišljena u kontinentalnoj Aziji, a da je zatim prenesena na Japansko otočje.« Novija arheološka istraživanja potvrđuju tu izjavu. Najstarije posude svijeta trenutno su datirane u 20 000. godinu BP te pronađene u spilji Xianren u pokrajini Jiangxi u Kini, a vjeruje se da su korištene u kuhanju. Druge posude rane povijesti uključuju i one iz spilje Yuchanyan na jugu Kini, datirane u 16 000. god. pr. Kr. Trenutno se smatra da je lončarija u Japanu počela biti pravljena u otprilike isto vrijeme u slivu rijeke Amur u Dalekoistočnom saveznom okrugu Rusije.
Najraniji primjerci lončarije razdoblja Jōmon ističu se po otiscima užeta, prema čemu je razdoblje i dobilo ime te kakve se pronašlo na velikom broju nalazišta. Posude su klasificirane u oko 70 različitih stilova s velikom količinom lokalnih varijacija. Njihova je starost prvi puta prepoznata nakon Drugog svjetskog rata pojavom radiougljičnog datiranja, kad je nekoliko artefakata datirano na oko 12 000. god. BP. Ti su rani primjerci većinom bili manje zdjele okruglog dna, visoke 10 – 50 cm. Pretpostavlja se da su bile korištene za kuhanje hrane te možda za kratkotrajno spremanje hrane prije kuhanja. Pripadale su lovcima-sakupljačima i veličina posuda vjerojatno je bila ograničena prenosivošću. Indikacija toga da su pripadnici jōmonske kulture postepeno prihvatili sjedilački način života jest i promjena veličine pronađenih posuda kroz vrijeme. Ne samo da su pronađene sve veće posude, već su i njihovi ukrasi i rubovi postali složeniji, a dna su im postala ravna kako bi mogle samostalno stajati.
Proizvodnja lončarije tipično označava neki oblik sjedilačkog života zbog težine, glomaznosti i krhkosti posuda, što ih čini nepraktičnima za zajednice lovaca-sakupljača. To, međutim, nije bio slučaj za rani narod Jōmon, koji je sačinjavalo oko 20 000 osoba na Japanskom otočju. Izvori hrane na otočju vjerojatno su bili dovoljno obilni da je bilo moguće uzdržati prilično velike skupine ljudi koje žive polusjedilačkim životom. Narod Jōmon koristio je alate od kamenih odlomaka i brušenog kamena, zamke te luk i strijelu, a bili su i vješti ribari na obali te u dubokom moru.

### Kronološka tipologija lončarije
Začetak (13 750. – 8500. pr. Kr.):
- linearna aplikacija
- utiskivanje noktiju
- utiskivanje užadi
- stil donje Muroye.

Početna faza (8500. – 5000. pr. Kr.):
- stil Botasawa
- stil Inaridai
- stil Mito
- stil Nojima
- stil Shiboguchi
- stil donjeg Tada
- stil gornjeg Tada
- stil Ugashima.

Rana faza (5000. – 3520. pr. Kr.):
- stil Goryogadai
- stil Jūsanbodai
- stil Kita-Shirakawa
- stil Moroiso
- stil Okitsu
- stil Ukishima.

Srednja faza (3520. – 2470. pr. Kr.):
- stil Kasori E
- stil Katsusaka
- stil Otamadai.

Kasna faza (2470. – 1250. pr. Kr.):
- stil Horinouchi[33]
- stil Kasori B.[34]

Završna faza (1250. – 500. pr. Kr.):
- stil Angyo[36]
- stil Fusenmon
- stil Hokurikubanki
- stil Kamegaoka
- stil Maeura
- stil Nagatake
- stil Nishihonmaken
- stil Nusamai
- stil Shimono.

## Začetak i početna faza (13 750. – 5000. pr. Kr.)
Tragovi paleolitske kulture, prije svega kamenog oruđa, u Japanu se pojavljuju od oko 30 000. god. pr. Kr. Najraniji stadij začetka počeo je dok je Japan i dalje bio povezan s kontinentom kao poluotok. Topljenjem glečera krajem zadnjeg Velikog ledenog doba (oko 12 000. god. pr. Kr.) porasla je razina mora te se Japansko otočje odvojilo od kontinenta. Najbliža točka na otoku Kyūshū, udaljena oko 190 km od Korejskog poluotoka, bila je dovoljno blizu da do Japana dopiru kontinentalni kulturni razvoji, a dovoljno daleko da se narodi na otočju razvijaju zasebno od onih u ostatku Azije. Glavna je, dakle, poveznica Japana s kontinentom bila ona između Korejskog poluotoka te otoka Kyūshū i Honshū. Uz to, otoci Luzon, Tajvan, Ryūkyū i Kyūshū tvorili su lanac koji je narod Jōmon povezivao s Jugoistočnom Azijom, a Honshū, Hokkaidō i Sahalin povezivali su ga sa Sibirom.
Kraj ledenog doba promijenio je vegetaciju na otočju. Na jugozapadu Honshūa, Shikokuu i Kyūshūu dominirale su šume zimzelenih listača, dok su na sjeveroistoku Honshūa i jugu Hokkaida učestalije bile bjelogorične listače i četinjače. Mnoge autohtone vrste, poput divljeg i pitomog kestena, bukve te hrasta, rađale su jestivim plodovima i bile su znatan izvor hrane za ljude i životinje.
Na sjeveroistoku otočja bitan je izvor hrane, zbog usmjeravanja morskih životinja prema jugu, bila Oya-shio ili Kurilska struja, posebice zbog lososa. Naselja uzduž Japanskog mora i Tihog oceana uzdržavala je velika količina školjkaša i mekušaca, za kojima su ostala mnoga smetišta; velike nakupine školjaka i drugih ostataka hrane. Ta su smetišta danas osobito važna arheološka nalazišta prema kojima se otkrilo mnogo podataka o prehrani naroda. Drugi važni izvori hrane bili su sika jeleni, divlje svinje (uključujući moguće upravljanje populacijama u divljini), divlji gomolji i slatkovodna riba. Zbog izrazito plodnih listopadnih šuma i obilja morskih plodova, populacija otočja bila je koncentrirana na Honshūu i Kyūshūu. Ipak, nalazišta jōmonskih naroda sežu od Hokkaida do otočja Ryūkyū. Nekoć je na Japanskom otočju živio i tigar, no izumro je u prapovijesnim vremenima.

## Rana faza (5000. – 3520. pr. Kr.)
U ranoj je fazi populacija otočja naglo porasla, što se očituje u znatnom broju većih sela iz ovog doba. Istodobno je započeo i holocenski klimatski optimum zbog kojeg je podneblje postalo toplije i vlažnije.

### Rana poljoprivreda
Ne postoji konsenzus o ulozi koju su hortikultura i manja poljoprivredna gospodarstva igrali kod jōmonskih naroda. Trenutno nema čvrstih dokaza da je kultura u razdoblju Jōmon bila isključivo ona lovaca-sakupljača. Postoje, međutim, dokazi za širenje arborikulture koja je obuhvaćala ruj-lakovinu, japanski divlji i japanski pitomi kesten, kao i soju, tikvice, konoplju, šiso, azuki grah i druge. Prema tome se jōmonske narode smješta negdje između lovaca sakupljača i zemljoradnika.
Na nalazištima razdoblja Jōmon rano se, oko 4700. – 4400. god. pr. Kr., pojavila i naizgled pitoma sorta breskve slična današnjim uzgajanim sortama. Smatra se da je u Japan došla iz Kine, iako se ista sorta u Kini pojavljuje tek oko 3300. – 2300. god. pr. Kr.

## Srednja faza (3520. – 2470. pr. Kr.)
Iz srednje faze preostale su mnoge bogato ukrašene dogū figurice i posude u tzv. „plamenom stilu” te poneki predmeti od lakiranog drva. Unatoč tome što lončarija postaje sve ukrašenija, obrada gline ostala je prilično gruba. Magatama nakit, kamene perlice koje su prethodno bile nošene kao modni dodatak u svakodnevici, počinju se koristiti kao zagrobno dobro. U srednjoj se fazi također počinju pojavljivati veliki tumuli, tj. zagrobni humci, i spomenici.
Zemunice, najučestaliji oblik nastambe u razdoblju, također su postale strukturalno služenije, a neke su imale i popločane kamene podove. Istraživanje iz 2015. godine otkrilo je da je takav oblik prebivališta nastavio biti korišten do početka razdoblja satsumonske kulture. Analizom arheoloških podataka o količini peluda tog vremenskog perioda saznalo se da je srednja faza ujedno bila i najtoplija, a početkom kasne faze podneblje počinje zahlađivati.

## Kasna i završna faza (2470. – 500. pr. Kr.)
Poslije 1500. god. pr. Kr. započela je neoglacijacija, ulazak u novo ledeno doba, i populacija otočja se drastično smanjila. Iz tog se razloga nakon te godine otkriva razmjerno malo nalazišta jōmonske kulture.
Japanski kesten postao je ne samo izvor osnovnih namirnica zbog svoga ploda, već i vrlo važan materijal zbog svoje čvrstoće u vlažnom stanju. Iz tog je razloga bio najkorištenije drvo u izgradi nastambi kasne faze razdoblja Jōmon.
Tijekom završnog razdoblja došlo je do spore promjene kulture na zapadu Japanskog otočja; učestalijim kontaktom s Korejskim poluotokom na zapadu Kyūshūa, oko 900. god. pr. Kr. nikla su naselja vrlo nalik onima na poluotoku. Doseljenici su na otočje donijeli nove tehnologije: uzgoj riže u potopljenim poljima, preradu bronce i željeza te stilove lončarije nalik na one iz razdoblja Mumun u Koreji. Ta su korejska naselja oko tisuću godina postojala u suživotu s jōmonskima i yayojskima.
Izvan Hokkaida se počinje širiti nova zemljoradnička kultura razdoblja Yayoi nazvana prema nalazištu blizu Tokija. Na Hokkaidu jōmonsku kulturu zamjenjuju ohotska i zokujōmonska kultura. Potonja se kasnije spaja ili biva zamijenjena sa satsumonskom kulturom oko 7. stoljeća.

## Mitovi o postanku
Mitovi o postanku japanske civilizacije sežu do vremenskog perioda koje se danas smatra dijelom razdoblja Jōmon, no znanstveno se ne mogu povezati s današnjim arheološkim saznanjima o jōmonskoj kulturi. Smatra se da je datum kada je car Jimmu osnovao japansku naciju 11. veljače 660. god. pr. Kr. Problem s tom procjenom jest taj što se temelji na najranijim pisanim izvorima Japana, zvanima Kojiki i Nihon Shoki, koji su datirani tek u 6. i 8. stoljeće poslije japanskog preuzimanja kineskoga pisma.
Istina je, međutim, da neki elementi japanske kulture možebitno porijeklom dolaze iz tog razdoblja te odražavaju migraciju narodâ iz sjeverne Azije i juga Pacifika te Jōmon naroda samog. Neki od tih elemenata su temelji šinto vjere, tradicije braka i ženidbe, utjecaji arhitekture i tehnološki napretci poput lakirane keramike, laminiranih lukova zvanih yumi te obrade metala.

## Etnogeneza
Nije u potpunosti sigurno koliko je narod Jōmon srodan Japancima današnjice (etničke skupine Yamato), ryukyuskim etničkim skupinama ili narodu Ainu. Morfološka istraživanja varijacija u otiscima zuba i genetska istraživanja nalažu da je jōmonski narod bio poprilično raznolik, a istraživanja mitohondrijskoga DNK zaključila su da je bio blisko srodan današnjim narodima Istočne Azije. Znanstvenici drže da su suvremeni Japanci porijeklom nastali međusobnim miješanjem raznih plemena lovaca-sakupljača iz razdoblja Jōmon i agrikulturalnih plemena razdoblja Yayoi, kao i da su te dvije skupine na područje današnjeg Japana došle drugačijim putevima te u različitim vremenskim okvirima.
Suvremeni Japanci su 30 % porijeklom naroda Jōmon s očeve strane, dok je s majčine strane taj postotak tek 15 %, a autosomatski je postotak Jōmon porijekla među japanskim narodom još manji: samo 10 %. Takvo neuravnoteženo nasljedstvo gena nazvalo se „paradoks primjese” i znanstvenici smatraju da bi moglo kriti odgovor na pitanje toga kako su se jōmonska i yayojska kultura izmiješale. Mitsuru Sakitani, japanski genetičar, tvrdi da je narod Jōmon i sâm potekao iz miješanja raznih paleolitskih naroda. Prema njemu su C1a1 i D-M55 haplogrupe kromosoma Y dio genetske loze Jōmon naroda. Majčinske haplogrupe M7a, N9b i G1b također su pronađene u ljudskim uzorcima naroda Jōmon.
Prema istraživanju Jōmon culture and the peopling of the Japanese archipelago Ryana Schmidta i Noriko Seguchi (2014.), prapovijesni su narodi Jōmon potomci raznolikih paleolitskih naroda koji su više puta migrirali u Japan tokom razdoblja Jōmon. Zaključili su:
Sean Lee i Toshikazu Hasegawa iz Sveučilišta Waseda istraživanjem su zaključili da je populacija Hokkaida u razdoblju Jōmon bila sačinjena od dva različita naroda, a da se kasnije spojila u praainuski narod u sjevernom Hokkaidu. Ainuski jezik povezuje se tako s „komponentom ohotske kulture” koja se proširila južno. Došli su i do zaključka da se „teorija dvojne strukture” povijesti japanskoga naroda treba promisliti i da je narod Jōmon bio raznolikiji no što se isprva zaključilo.
Istraživanje iz 2015. godine identificiralo je specifične alele gena, povezane sa strukturom lica kod nekih pripadnika ainuskih naroda, koji su većinski potekli od skupina Jōmona u Hokkaidu. Ti se aleli tipično asociraju s Europskim genetskim sastavom i nisu prisutni kod drugih istočnoazijskih skupina (uključujući japanski narod), što znači da je u populaciju Hokkaida tokom razdoblja Jōmon ušla genetska loza nepoznatog izvora. U svakom slučaju, ti aleli objašnjavaju različitost ainuskih naroda od ostalih skupina sjeveroistočne Azije, a izvor im i dalje nije poznat.
Sveobuhvatne analize genoma u 2020. i 2021. godini otkrile su još podataka o porijeklu naroda Jōmon. Rezultati ukazuju na primjese raznih skupina u Japanu još u razdoblju paleolitika, popraćene besprekidnim prilivom genetskih loza iz obalnih skupina Istočne Azije. Rezultat toga bio je heterogena populacija koja se protokom vremena homogenizirala do dolaska naroda Yayoi. Priliv genetskih loza iz sjeveroistočne Azije tokom razdoblja Jōmon povezuje se s lozama C1a1 i C2, a priliv s Tibetanske visoravni i juga Kine povezuje se s D1a2a (prethodno nazvanom D1b) i D1a1 (prethodno nazvanom D1a) lozama. Priliv iz Sibira također je pronađen u narodima Jōmon na sjeveru Hokkaida, koji je kasnije prešao i u sjeverne dijelove Honshūa, u regiju Tōhoku. Vjeruje se da su loze K i F bile prisutne u ranoj fazi razdoblja Jōmon, no da su ih zamijenile loze C i D. Analiza uzoraka iz Ikawazua u japanskoj Tahari te naroda Chokhopani s Tibetske visoravni ukazala je na tek djelomičnu srodnost, što vodi do „sigurnog genetskog sužavanja opcija” (engleski: positive genetic bottleneck) po pitanju širenja haplogrupe D iz drevnih „gorskih naroda Istočne Azije” koji su srodni današnjim narodima Tujia, Yao, Tripuri i Tibetancima. Genetski dokazi nalažu da je jedan narod iz Istočne Azije iz područja Himalaja također doprinio populaciji Japana u razdoblju Jōmon, a u manjoj mjeri i Jugoistočnim Azijskim skupinama. Autori zaključuju da to ukazuje na paleolitsku migraciju prema Japanu kroz jug i središnji dio Kine. Još jedna genetska komponenta došla je do Hokkaida iz Sibira. Arheološki i biološki dokazi povezuju južnu kulturu Jōmon u Kyūshūu, Shikokuu i dijelovima Honshūa s kulturama juga Kine i sjeveroistoka Indije. Kroz jugozapad Japana, jug Kine, sjeveroistok Indije i jug Tibeta protezala se i zajednička „kultura širokolistih zimzelenih šuma” karakteristična po kultivaciji azuki graha.
Poneki lingvisti smatraju da su japansko-ryukyuski jezici na obali Koreje i Japanskom otočju bili prisutni prije razdoblja Yayoi te da ih se može povezati s narodima razdoblja Jōmon na jugozapadu Japana umjesto tek s angrikulturalnim narodima razdoblja Yayoi i Kofun. Govornici japansko-ryukyuskih jezika su se zatim, prema toj teoriji, u razdoblju Yayoi proširili i asimilirali imigracijske narode, prihvatili praksu poljoprivrede i pripojili lokalne tradicije tehnologiji kontinentalne Azije.
Vovin (2021.) je predstavio argumente za prisutnost austronezijskih naroda na Japanskom otočju tokom razdoblja Jōmon temeljem prethodnih lingvističkih istraživanja i austronezijskih posuđenica koje tvore temeljni leksik japansko-ryukyuskih jezika. Tvrdi da su govornici austronezijskih jezika na Japansko otočje došli tijekom razdoblja Jōmon, a prije migracija razdoblja Yayoi koje se povezuju s proširenjem japansko-ryukyuskih jezika. Ti su govornici zatim, prema Vovinu, asimilirani u Japansku etničku skupinu. U ryukyuskim jezicima nalaze se i dokazi posuđenica koje nemaju ainusko, austronezijsko, niti korejsko podrijetlo, a vjeruje se da su potekle od nepoznatih i izumrlih jezika naroda Jōmon.

## Suvremena popularizacija
Suvremeni stav šire publike prema kulturi razdoblja postupno se promijenio; isprva se kulturu smatralo primitivnom, no u posljednje vrijeme nalazi sve više pozitivnih i očaranih reakcija:
- u ranom 21. stoljeću, stil otisaka užeta kakav se nalazi u kulturi Jōmon počeo se ponovno koristiti kao ukras za odjeću, na modnim dodatcima te kao motiv u tetovažama. Arheolog Jun Takayama pretpostavlja da obrasci na kipićima dogū i predstavljaju tetovaže

- u 1970-ima je započeo pokret za ponovnu proizvodnju keramike prema tehnikama iz stilova razdoblja Jōmon, što uključuje imitiranje potpunog procesa i korištenje otvorene vatre

- motivi artefakta iz razdoblja Jōmon koriste se kao inspiracija za posude, origami, keksiće, slatkiše, bilježnice i kravate

- u 2018. godini izložba na temu razdoblja Jōmon u Nacionalnom muzeju u Tokiju okupila je oko 350 000 posjetitelja, što je bilo 3,5 puta više od očekivanog broja

- zemunice u stilu razdoblja Jōmon rekonstruirale su se u mjestima poput Jōmon Village Historic Garden (»Povijesni vrt ‘jōmonsko selo’«)

- časopisi poput Jōmonzine bave se predstavljanjem aspekata tog prapovijesnog razdoblja publici.[71]

## Galerija
- Glineni kipić kasne faze razdoblja Jōmon, Kazahari I., prefektura Aomori, 1500. – 1000. pr. Kr.
- Glineni kipić glave iz razdoblja Jōmon, Shidanai, prefektura Iwate, 1500. – 1000. pr. Kr.
- Posuda iz srednje faze razdoblja Jōmon, 2000. godina pr. Kr.
- Posuda iz završne faze razdoblja Jōmon, stil Kamegaoka.
- Glineni kipić, kasna faza razdoblja Jōmon (1000. – 400. pr. Kr.), Nacionalni muzej u Tokiju.

## Vanjske poveznice
- BBC zvučni zapis (15 minuta). Razgovor o Jōmon posudama. A History of the World in 100 Objects.
- Department of Asian Art. "Jōmon Culture (ca. 10,500–ca. 300 B.C.)". U Heilbrunn Timeline of Art History. New York: Metropolitanski muzej umjetnosti, 2000. – danas. (listopad 2002.)
- Comprehensive Database of Archaeological Site Reports in Japan, the Nara National Research Institute for Cultural Properties.
- Memory of the Jōmon Period – Sveučilišni muzej, Sveučilište u Tokiju
- The Prehistoric Archaeology of Japan, Povijesni muzej prefekture Niigata
- Chronologies of the Jōmon Period
- Jōmon Culture, profesor Charles T. Keally
- Yayoi Culture, profesor Charles T. Keally
- The life of Jōmon people, Sveučilište Tamagawa u Tokiju